# Tetraloniella apicalis
Tetraloniella apicalis är en biart som först beskrevs av Heinrich Friese 1905.  Tetraloniella apicalis ingår i släktet Tetraloniella och familjen långtungebin. Inga underarter finns listade i Catalogue of Life.